# Liste des aires métropolitaines du Dakota du Nord
La liste suivante répertorie les aires métropolitaines et micropolitaines (en) de l'État du Dakota du Nord aux États-Unis.

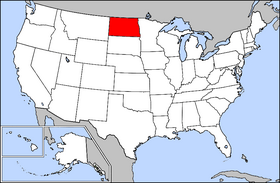
Carte des États-Unis avec le Dakota du Nord en rouge

## Aires métropolitaines et micropolitaines du Dakota du Nord
Les trois premières villes du classement sont des aires métropolitaines tandis que les suivantes sont des aires micropolitaines.
| Rang 2014 | Ville       | 2014    | Variation 2014/2013 |
| --------- | ----------- | ------- | ------------------- |
| 1         | Fargo       | 228 291 | ▲ +1,98 %           |
| 2         | Bismarck    | 126 597 | ▲ +2,1 %            |
| 3         | Grand Forks | 101 842 | ▲ +0,82 %           |
| 4         | Minot       | 77 959  | ▲ +1,88 %           |
| 5         | Williston   | 32 130  | ▲ +8,68 %           |
| 6         | Dickinson   | 30 372  | ▲ +7,03 %           |
| 7         | Wahpeton    | 22 927  | ▲ +0,24 %           |
| 8         | Jamestown   | 21 129  | ▲ +0,18 %           |

Note : à titre de comparaison, le taux de croissance de la population des États-Unis a été de + 0,75 % en 2014.
En 2015, Dickinson est classée 1re aire micropolitaine la plus dynamique économiquement parmi les 536 recensées aux États-Unis ; c'est aussi celle ayant connu la deuxième plus forte croissance démographique relative en 2014 avec + 7,0 % (la quatrième en valeur absolue avec + 1 995 habitants) ainsi qu'entre 2010 et 2014 avec + 25,51 % (la sixième en valeur absolue avec + 6 173 habitants).
En 2015, Williston est classée 2e aire micropolitaine la plus dynamique économiquement parmi les 536 recensées aux États-Unis ; c'est aussi celle ayant connu la plus forte croissance démographique relative en 2014 avec + 8,7 % (la troisième en valeur absolue avec + 2 567 habitants) ainsi qu'entre 2010 et 2014 avec + 43,45 % (la deuxième en valeur absolue avec + 9 732 habitants).